# Roschwitz
Roschwitz ist ein Ortsteil der Kreisstadt Bernburg (Saale) im Salzlandkreis (Sachsen-Anhalt).

## Lage
Roschwitz liegt südöstlich von Bernburg auf dem linken Fuhneufer.

## Geschichte
Roschwitz ist auf eine slawische Gründung namens Rusokowiki (übersetzt etwa: „Sippe und Dorf des Rusok“) zurückzuführen. Nachdem Kaiser Otto II. am 3. März 979 in Dornburg an der Elbe den Burgbezirk dem Kloster Nienburg (Saale) auf Bitten seiner Gemahlin Theophano schenkte, ging Roschwitz in den Besitz des Klosters über.
Im weiteren Verlauf war Roschwitz zunächst Lehen des Klosters. Anschließend wurde es an den Grafen von Barby-Mühlingen verkauft und ging am 13. Juni 1352 abermals an das Kloster Nienburg über, nachdem der Abt es für 35 Mark Silber seinem Konvent überschrieb. Nach der Auflösung des Klosters 1560 ging das Dorf zunächst an das anhaltische Fürstenhaus, ehe es 1614 vom fürstlich Geheimen Rat und Regierungspräsident Georg Heinrich von Einsiedel erkauft wurde, der 1602 Kohren-Sahlis verkauft hatte. Ein weiteres Jahrhundert später, am 10. Oktober 1736, ging es an den Fürsten Viktor Friedrich von Anhalt-Bernburg über.
Zu der Gemeinde Roschwitz zählten früher die beiden Vorwerke Gnetsch und Zepzig.
Am 1. Oktober 1927 wurde Roschwitz in Bernburg eingemeindet.

## Einwohner
| Jahr | Einwohner |
| ---- | --------- |
| 1830 | 169       |
| 1867 | 177       |
| 1871 | 224       |
| 1900 | 619       |
| 1907 | 650       |
| 1925 | 935       |

## Persönlichkeiten
- Amtsrat C. F. Christoph Breymann – Retter von Lützow und Schill